# Modos gregorianos

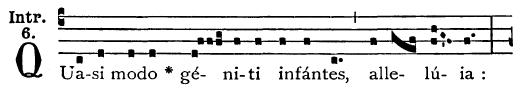
O introit Quasi modo geniti, do qual o Domingo de Quasimodo recebe seu nome, está no Modo 6.

Um modo gregoriano (ou modo eclesiástico) é um dos oito sistemas de organização de altura utilizados no canto gregoriano.

## História
O nome do Papa Gregório I foi associado à variedade de canto que viria a se tornar a forma dominante na Europa ocidental e central medieval (sendo a diocese de Milão a única exceção significativa) pelos cantores francos que reformularam o canto eclesiástico romano durante o período carolíngio. A estrutura teórica dos modos surgiu posteriormente para descrever a organização tonal desse repertório de canto, e não é necessariamente aplicável a outros dialetos de canto europeus (romano antigo, moçárabe, ambrosiano, etc.).
O repertório do cantochão ocidental adquiriu suas formas básicas entre o século VI e o início do século IX, mas não há fontes teóricas nem músicas notadas desse período. No final do século VIII, um sistema de oito categorias modais, sem precedente na teoria da Grécia Antiga, passou a ser associado ao repertório do canto gregoriano. Esse sistema provavelmente se originou do oktōēchos bizantino primitivo, como indicado pelos nomes gregos não helenísticos usados nas primeiras fontes ocidentais por volta do ano 800.

## Tonalidade
No sistema tradicional dos oito modos (utilizado principalmente entre os séculos VIII e XVI), há quatro pares, cada par composto por um modo autêntico e um modo plagal.

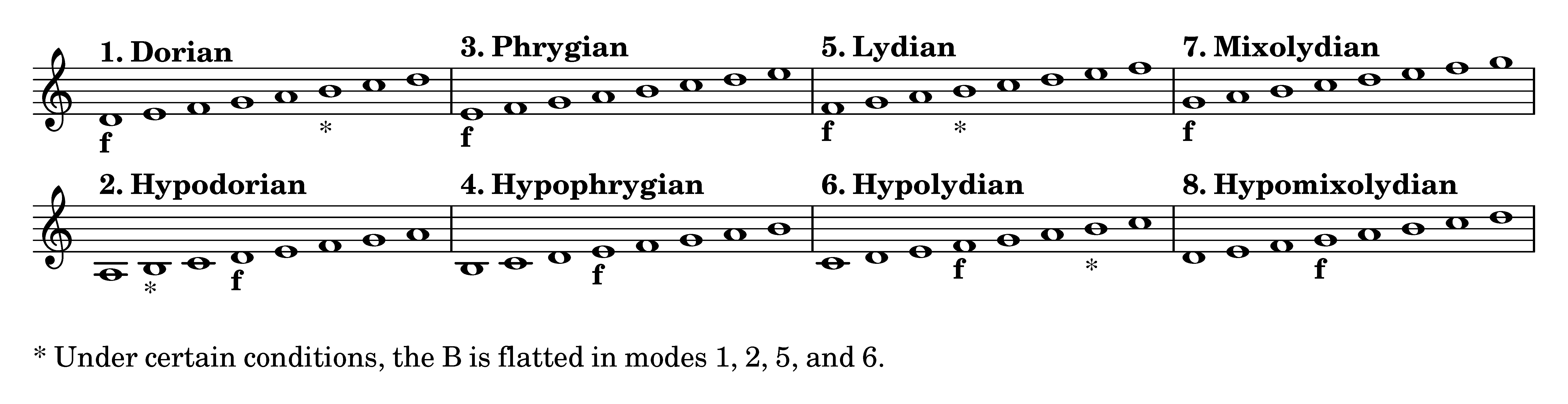
Os oito modos gregorianos: f indica a "finalis"

### Modo autêntico
Os modos autênticos eram os modos ímpares 1, 3, 5 e 7, e essa distinção foi estendida aos modos eólio e jônio quando estes foram adicionados aos oito modos gregorianos originais, em 1547, por Glareanus, em sua obra Dodecachordon. A finalis de um modo autêntico é o seu tônico, embora os modos 1, 3 e 7 possam ocasionalmente descer um grau a mais. Esse grau adicional é chamado de "subfinal", que, estando um tom abaixo da finalis, também é o "subtônio" do modo. O modo 5 (Lídio) não emprega uma subfinal e, portanto, sempre mantém o Fá como seu limite inferior. Esses quatro modos correspondem às escalas modais modernas começando em ré (dórico), mi (frígio), fá (lídio) e sol (mixolídio). O tenor, ou dominante (correspondente ao "tom de recitação" dos tons salmódicos), situa-se uma quinta acima da finalis, com exceção do modo 3 (frígio), onde está uma sexta acima. Isso ocorre porque uma quinta acima do tônico do modo 3 corresponde ao grau "instável" si (em solfejo moderno), que pode ser rebaixado para si♭.
O antigo sistema bizantino ainda mantém oito ecos (do grego ēchos, ἦχος; plural ēchoi), cada um consistindo em uma pequena família de modos estreitamente relacionados que, se arredondados para seus equivalentes diatônicos, corresponderiam aos oito modos do canto gregoriano. No entanto, são numerados de forma diferente, sendo os modos autênticos os números 1, 2, 3 e 4. Outros ritos cristãos orientais usam sistemas semelhantes de oito modos; veja uso siríaco do Octoechos e uso armênio do Octoechos.

### Modo plagal
Um modo plagal (do grego πλάγιος, 'oblíquo, lateral, transversal') tem uma extensão que inclui a oitava desde a quarta abaixo da finalis até a quinta acima. Os modos plagais são os modos pares 2, 4, 6 e 8, e cada um recebe o nome do modo autêntico correspondente com o acréscimo do prefixo "hipo-": hipodórico, hipofrígio, hipolídio e hipomixolídio.
A definição mais antiga de modo plagal encontra-se no tratado De harmonica (c. 880) de Hucbaldo, que especifica a extensão como indo da quarta abaixo da finalis até a quinta acima. Escritores posteriores expandem essa regra geral para incluir a sexta acima e a quinta abaixo, exceto no caso do modo hipolídio, que teria uma quinta diminuta abaixo da finalis; assim, o limite inferior permanece a quarta abaixo, ou seja, a nota Dó. Além da extensão, o tenor (ou cofinalis, ou dominante, correspondente ao "tom de recitação" dos tons salmódicos) também difere. Nos modos plagais, o tenor é uma terça abaixo do tenor do modo autêntico correspondente, exceto no modo 8 (hipomixolídio), em que é elevado para uma quarta acima da finalis (uma segunda abaixo do tenor do modo autêntico 7), para evitar o grau "instável" si, que pode ser rebaixado (no modo autêntico 3, o tenor é igualmente elevado para a sexta acima da finalis, e o tenor do modo plagal 4 – hipofrígio – também está uma quarta acima da finalis).
Na teoria modal bizantina (octoeco), a palavra "plagal" (plagios) refere-se aos quatro ecos inferiores. Assim, o primeiro modo plagal (também conhecido como "tom 5" no sistema russo) representa uma versão ligeiramente mais desenvolvida e ampliada do primeiro modo. O segundo modo plagal ("tom 6" no sistema russo) possui relação semelhante com o segundo modo, e o quarto modo plagal — respectivamente com o quarto modo. Embora não exista um "terceiro modo plagal", o modo que se esperaria (o "tom 7") é chamado de "tom grave".

### Hierarquia dos tons

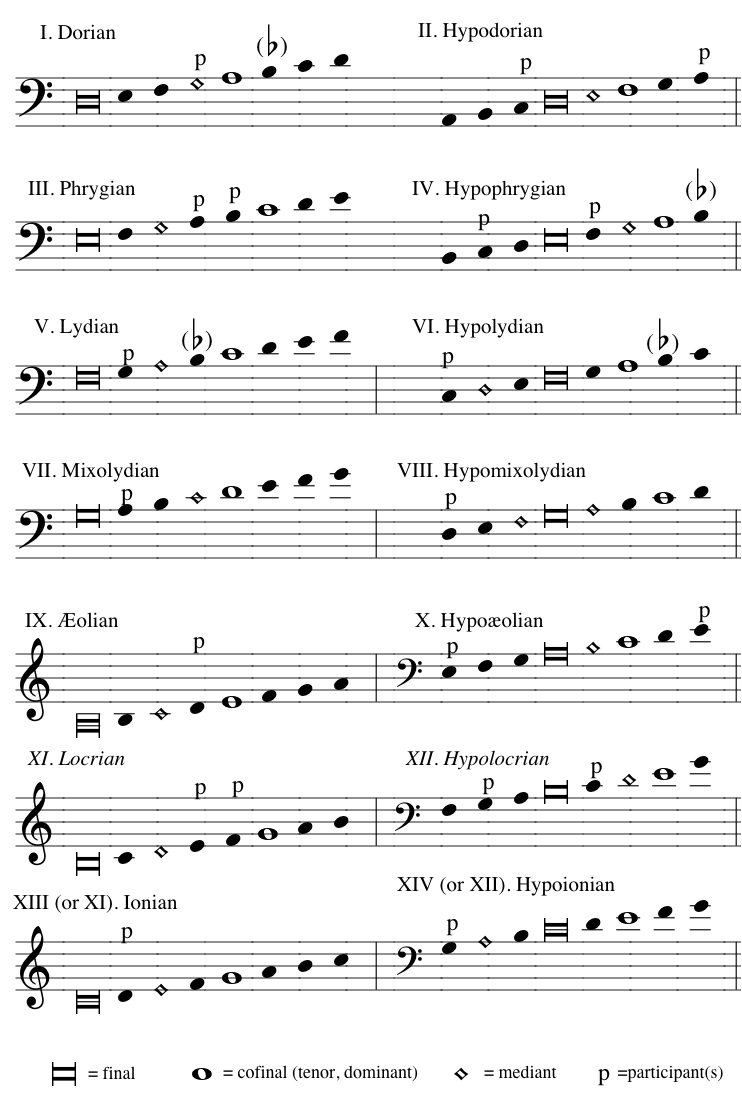
Os quatorze modos segundo Rockstro, mostrando a extensão, finalis, cofinalis (ou dominante), mediante(s) e participante(s) de cada um

Duas notas ou alturas características em uma melodia modal são a finalis e a cofinalis (tenor, dominante ou tom de recitação). Estas são as notas principais (frequentemente a 1ª e a 5ª) sobre as quais a melodia é concebida e nas quais mais frequentemente repousa, em diferentes estágios de finalização. A finalis é a altura na qual o canto geralmente termina; pode ser considerada aproximadamente análoga (mas não idêntica) ao tônico na tradição clássica ocidental. Do mesmo modo, a cofinalis é um ponto adicional de repouso no canto; pode ser comparada ao que hoje chamamos de dominante, embora o intervalo em relação ao tônico nem sempre seja uma quinta.
Além da finalis e da cofinalis, cada modo é distinguido por graus da escala chamados de mediante e participante. A mediante recebe seu nome de sua posição – nos modos autênticos – entre a finalis e a cofinalis. Nos modos autênticos, é o terceiro grau da escala, a menos que essa nota seja si (B), caso em que a nota dó (C) a substitui. Nos modos plagais, sua posição é um pouco irregular. A participante é uma nota auxiliar, geralmente adjacente à mediante nos modos autênticos e, nas formas plagais, coincide com a cofinalis do modo autêntico correspondente (alguns modos possuem uma segunda participante).
Dada a confusão entre a terminologia antiga, medieval e moderna, "hoje é mais consistente e prático utilizar a designação tradicional dos modos com números de um a oito".